# Los atracadores (novela)
The Heisters (Los atracadores en español) es una Novela del escritor estadounidense Robert Page Jones publicada en 1963. Es un relato breve en tercera persona desde la perspectiva de varios personajes que narra la historia de cómo Johnny Womack, un chófer de camiones, se ve envuelto en los planes de Sammy Travis, un soldado en servicio, quien pretende perpetrar un robo de 750 mil dólares a un coche blindado del Ejército de los Estados Unidos.
Fue llevada al cine con el título de That Man George en 1966 por Jacques Deray. Esta película también es conocida por el título The Man from Marrakesh

## Argumento
La historia empieza con Johnny Womack conduciendo su camión por la carretera 77 de camino a Los Ángeles por un pedido de ataúdes. Mientras conduce reflexiona sobre su fallido matrimonio con Emma Nadine, quien le había sido infiel. Debido a una avería en el camión, Johnny Womack se ve obligado a repostar en la ciudad de Valerie.
Por otro lado Sammy Travis, soldado de profesión, trama un duro golpe a un camión blindado del ejército junto a Adam Wibber, el sheriff de la ciudad de Valerie, Bernie White, mecánico de automóviles, y Lila Travis, su joven esposa.
El destino acaba por envolver a Johnny Womack en el golpe que trama Sammy Travis y sus cómplices, al mismo tiempo que se desarrolla un triángulo amoroso entre estos dos y Lila.
Conforme avanzan los planes, van apareciendo contratiempos y enfrentamientos entre los distintos personajes por el botín.

## Personajes
Johnny Womack: Conductor de camiones, separado de su esposa, Emma.
Sammy Travis: Joven soldado del ejército de los Estados Unidos.
Lila Travis: Esposa y cómplice de Travis, amante de Womack.
Bernie White: Mecánico de automóviles de la ciudad de Valerie.
Adam Whibber: Sheriff de Valerie
Harry Brewster: Mayor de Valerie
Benny Brown: Secuaz de Adam Wibber.
Cornell Phillips: Propietario del camión blindado.
Julio Ortega: Conductor del camión blindado.
Emma Nadine: Esposa de Johnny White.
Penry: Patrona de Johnny Womack 